# Bahrein az 1988. évi nyári olimpiai játékokon
Bahrein a dél-koreai Szöulban megrendezett 1988. évi nyári olimpiai játékok egyik részt vevő nemzete volt. Az országot az olimpián 3 sportágban 7 sportoló képviselte, akik érmet nem szereztek.

## Atlétika
Férfi
| Versenyző            | Versenyszám    | Előfutam | Előfutam | Előfutam | Negyeddöntő | Negyeddöntő | Negyeddöntő | Elődöntő | Elődöntő | Elődöntő | Döntő   | Döntő    |
| Versenyző            | Versenyszám    | Idő      | Hely.    | Össz.    | Idő         | Hely.       | Össz.       | Idő      | Hely.    | Össz.    | Idő     | Helyezés |
| -------------------- | -------------- | -------- | -------- | -------- | ----------- | ----------- | ----------- | -------- | -------- | -------- | ------- | -------- |
| Khaled Ibrahim Jouma | 100 m          | 10,80    | 5.       | 68.*     | kiesett     | kiesett     | kiesett     | kiesett  | kiesett  | kiesett  | kiesett | kiesett  |
| Ahmed Hamada         | 400 m gát      | 51,34    | 6.       | 29.      | kiesett     | kiesett     | kiesett     | kiesett  | kiesett  | kiesett  | kiesett | kiesett  |
| Abdullah Al-Dosari   | 3000 m akadály | 9:10,85  | 11.      | 29.      |             |             |             | kiesett  | kiesett  | kiesett  | kiesett | kiesett  |

* - egy másik versenyzővel azonos eredményt ért el

## Öttusa
| Versenyző                                        | Versenyszám | Lovaglás | Lovaglás | Lovaglás | Vívás    | Vívás | Vívás | Úszás   | Úszás | Úszás | Lövészet | Lövészet | Lövészet | Futás    | Futás | Futás | Összesen    | Összesen |
| Versenyző                                        | Versenyszám | Idő      | Pont     | Hely.    | Pontszám | Pont  | Hely. | Idő     | Pont  | Hely. | Eredmény | Pont     | Hely.    | Idő      | Pont  | Hely. | Összes pont | Helyezés |
| ------------------------------------------------ | ----------- | -------- | -------- | -------- | -------- | ----- | ----- | ------- | ----- | ----- | -------- | -------- | -------- | -------- | ----- | ----- | ----------- | -------- |
| Ahmed Al-Doseri                                  | Egyéni      | 1:59,09  | 816      | 49.      | 30–34    | 735   | 38.   | 3:51,74 | 1020  | 60.   | 189      | 890      | 34.      | 13:15,38 | 1180  | 14.   | 4641        | 46.      |
| Saleh Farhan                                     | Egyéni      | 1:45,21  | 824      | 48.      | 36–28    | 847   | 17.   | 3:40,47 | 1112  | 50.   | 182      | 736      | 60.      | 13:48,65 | 1081  | 27.   | 4600        | 47.      |
| Abdul Rahman Khalid                              | Egyéni      | 2:48,65  | 628      | 57.      | 25–39    | 650   | 54.   | 3:43,04 | 1088  | 56.   | 198      | 1088     | 1.       | 13:59,75 | 1048  | 37.   | 4502        | 51.      |
| Ahmed Al-Doseri Saleh Farhan Abdul Rahman Khalid | Csapat      |          | 2268     | 14.      |          | 2232  | 13.   |         | 3220  | 17.   |          | 2714     | 11.      |          | 3309  | 8.    | 13743       | 14.      |

## Vívás
Férfi
| Versenyző                                                       | Versenyszám       | Selejtező | Selejtező | Selejtező         | Selejtező | Selejtező         | Selejtező | Főtábla           | Főtábla           | Főtábla           | Vigaszág          | Vigaszág          | Vigaszág          | Vigaszág          | Negyeddöntő       | Elődöntő          | Döntő             | Helyezés |
| Versenyző                                                       | Versenyszám       | 1. kör | 1. kör    | 2. kör            | 2. kör    | 3. kör            | 3. kör    | 1. kör            | 2. kör            | 3. kör            | 1. kör            | 2. kör            | 3. kör            | 4. kör            | Negyeddöntő       | Elődöntő          | Döntő             | Helyezés |
| Versenyző                                                       | Versenyszám       | Ellenfél Eredmény | Hely.     | Ellenfél Eredmény | Hely.     | Ellenfél Eredmény | Hely.     | Ellenfél Eredmény | Ellenfél Eredmény | Ellenfél Eredmény | Ellenfél Eredmény | Ellenfél Eredmény | Ellenfél Eredmény | Ellenfél Eredmény | Ellenfél Eredmény | Ellenfél Eredmény | Ellenfél Eredmény | Helyezés |
| --------------------------------------------------------------- | ----------------- | --- | --------- | ----------------- | --------- | ----------------- | --------- | ----------------- | ----------------- | ----------------- | ----------------- | ----------------- | ----------------- | ----------------- | ----------------- | ----------------- | ----------------- | -------- |
| Abdul Rahman Khalid                                             | Párbajtőr, egyéni | 12. csoport · Uwe Proske (GDR) · 5–2 · Chan Khaj-száng (Chan Kai Sang) (HKG) · 1–5 · Thierry Soumagne (BEL) · 0–5 · Michel Poffet (SUI) · 0–5                     | 5.        | kiesett           | kiesett   | kiesett           | kiesett   | kiesett           | kiesett           | kiesett           | kiesett           | kiesett           | kiesett           | kiesett           | kiesett           | kiesett           | kiesett           | 66.      |
| Saleh Sultan Farhan Faraj                                       | Párbajtőr, egyéni | 13. csoport · Michel Dessureault (CAN) · 5–3 · Khaled Jahrami (KUW) · 3–5 · Hugh Kernohan (GBR) · 4–5 · Johannes Nagele (AUT) · 4–5 · Stefano Pantano (ITA) · 0–5 | 6.        | kiesett           | kiesett   | kiesett           | kiesett   | kiesett           | kiesett           | kiesett           | kiesett           | kiesett           | kiesett           | kiesett           | kiesett           | kiesett           | kiesett           | 68.      |
| Ahmed Al-Doseri                                                 | Párbajtőr, egyéni | 14. csoport · Alain Côté (CAN) · 5–4 · Ángel Fernández (ESP) · 1–5 · Douglas Fonseca (BRA) · 3–5 · Ma Cse (Ma Zhi) (CHN) · 4–5 · Torsten Kühnemund (GDR) · 2–5    | 6.        | kiesett           | kiesett   | kiesett           | kiesett   | kiesett           | kiesett           | kiesett           | kiesett           | kiesett           | kiesett           | kiesett           | kiesett           | kiesett           | kiesett           | 69.      |
| Ahmed Al-Doseri Saleh Farhan Abdul Rahman Khalid Khalifa Khamis | Tőr, csapat       | 6. csoport · Magyarország (HUN) · 1–9 · Svédország (SWE) · 3–9 | 3.        |                   |           |                   |           | kiesett           |                   |                   |                   |                   |                   |                   | kiesett           | kiesett           | kiesett           | 16.      |